# Kvarteret Björnen och Loen

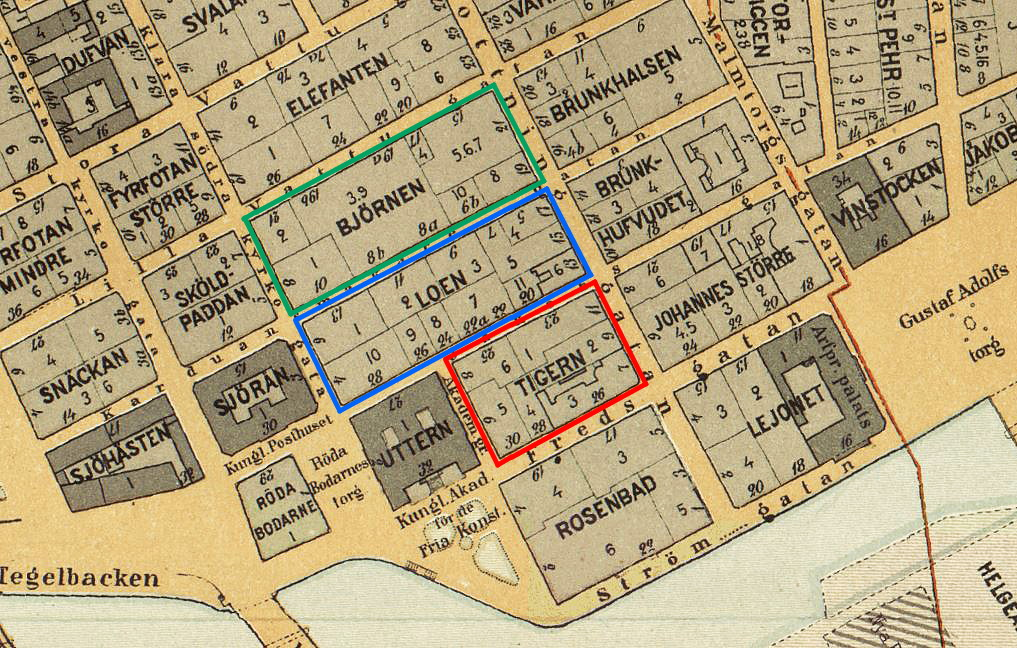
Kvarteren Tigern, Loen och Björnen 1899.

Björnen och Loen är ett kvarter på södra Norrmalm i centrala Stockholm. Kvarteret omges av Herkulesgatan i norr, Rödbodgatan i väster, Jakobsgatan i söder och Drottninggatan i öster och är en del av Klarakvarteren. Genom kvarteret leder Karduansmakargatan. Kvarteret bestod ursprungligen av två separata kvarter: Björnen (i norr) och Loen (i söder) med tio respektive elva fastigheter. Efter en fastighetsreglering och sammanslagning består båda kvarteren av en enda fastighet Björnen och Loen 1. Hela kvarteret ägs av svenska staten genom Statens Fastighetsverk och är ett av Stockholms regeringskvarter.

## Kvarterets historik

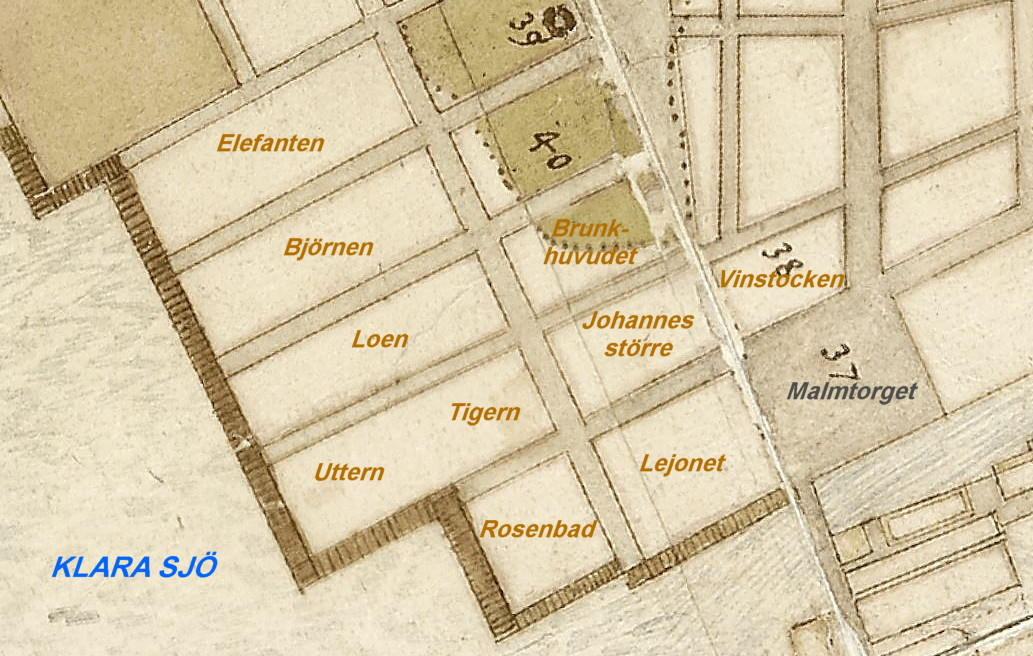
Dansk 1640-talskarta över södra Norrmalm med nuvarande kvartersnamn.

Kvarteren på Norrmalm bildades i slutet av 1630-talet när Stockholms stadsplanering tog sin början och Klas Flemings strama rutnätsplan lades ut över området. Med undantag för Klara kyrka fanns vid den tiden bara ett knappt tiotal stenhus på Norrmalm, resten var trähus och korsvirkeshus. Gatunätet bestod av ett virrvarr av oplanerade vägar, gränder och gator. Större vägar var östra och västra Sträckegatan som gick krokiga och backiga öster och väster om Brunkebergsåsen. 
Den västra Sträckegatan löpte ungefär i Drottninggatans och Fredsgatans riktning ner till Malmtorget (dagens Gustav Adolfs torg). I trakten hade flera krukmakare sina gårdar och verkstäder, som arkeologiska utgrävningar kunde visa. Från 1613–1617 finns i Stockholms tänkeböcker mantalslängder över borgare med egna gårdar i denna del av staden, och där namnges även fem krukmakare: Kasper, Daniel, Jöran, Jakob och Markus. Deras och andras gårdar revs eller flyttades när den nya "regulariteten" trädde i kraft.
Kvartersnamnet Björnen är skriftligt belagt första gången 1655 medan Loen som kvartersnamn är några år äldre. Vid den tiden gick Norrmalms strandlinje mot Klara sjö direkt väster om kvarteren, ungefär i nuvarande Rödbodgatans sträckning. På en dansk 1640-talskarta över Stockholm visande Norrmalm syns de nybildade kvarteren och bryggor mot Klara sjö. Namnen Björnen och Loen harmonierar med de närbelägna Elefanten, Lejonet och Tigern och hör till kategorin vilda djur. På Petrus Tillaeus karta från 1733 har Björnen (Biörn) nummer 13 och Loen (Loon) nummer 10. 
I slutet av 1960-talet föreslog Byggnadsstyrelsen att regeringens alla departement skulle flytta till Nedre Norrmalm, så även till Björnen och Loen. Efter Norrmalmsregleringen på 1960- och 1970-talen bildades storkvarteret Beridarebanan vilket även omfattade Björnen och Loen som blev till Beridarebanan 71. I mitten av 1980-talet fick kvarteren åter sina ursprungliga namn men i ett sammanslaget storkvarter Björnen och Loen. Man bevarade kvartersstrukturen från 1630-talet och den smala Karduansmakargatan mellan kvarteren, som dock avstängdes för allmänheten.

### Kvarteret Björnens bebyggelse

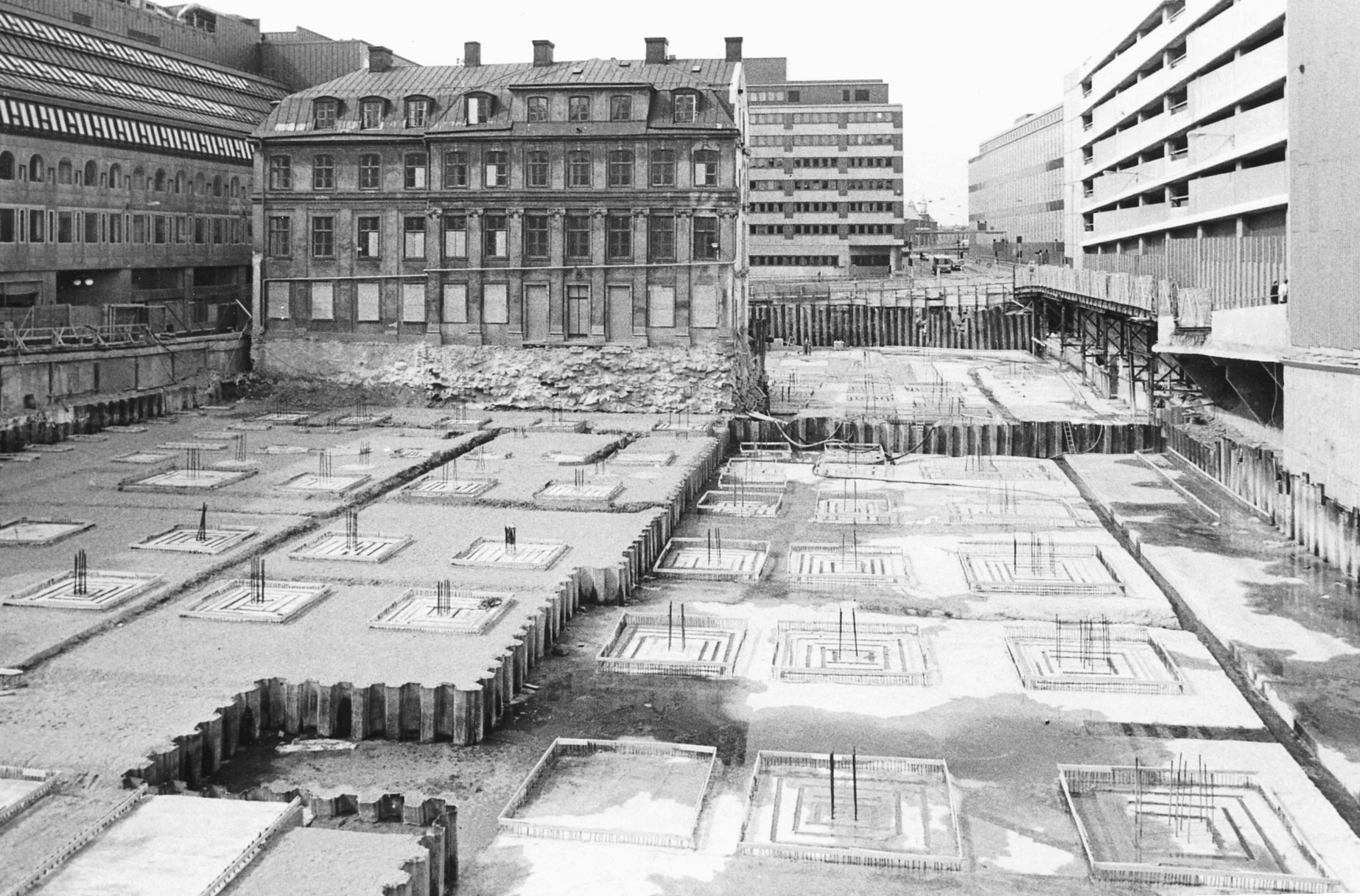
Adelcrantzska palatset 1979.

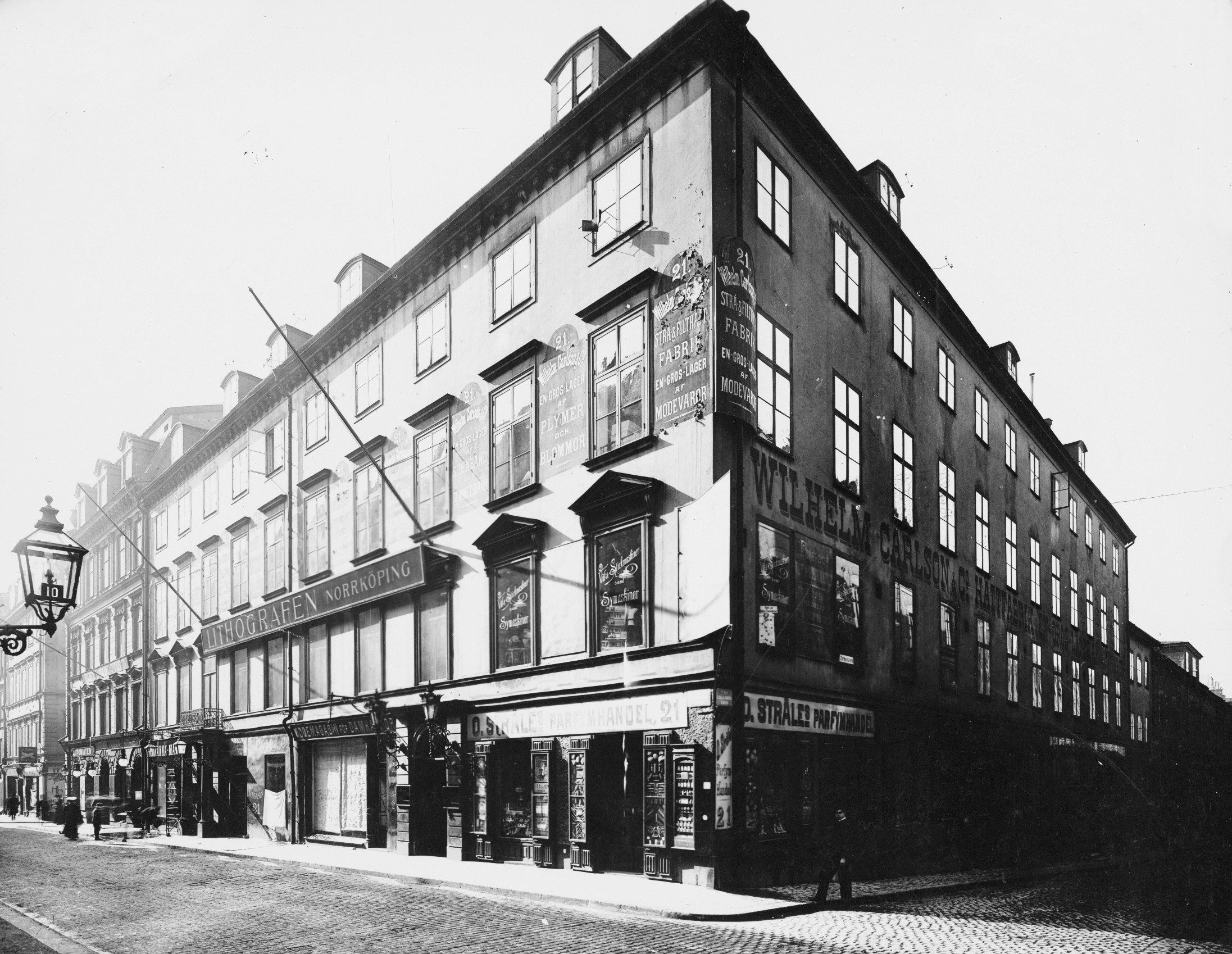
Drottninggatan 19-21, 1898.

Björnen bestod ursprungligen av tio tomter. De var bebyggda med ett enda stenhus och några enkla trähus, uppförda mellan 1655 och 1675. Flera föll offer för den stora Klarabranden 1751. Även stenhuset skadades men kunde återuppbyggas och blev grunden till Adelcrantzska palatset, ritat av arkitekten Carl Fredrik Adelcrantz. I dag är Adelcrantzska palatset kvarterets äldsta bevarade byggnad och skyddat som statligt byggnadsminne.
Hörnhuset Drottninggatan 21 / Lilla Vattugatan 15 (nuvarande Hekulesgatan) uppfördes år 1800 för överståthållaren greve Samuel af Ugglas efter ritningar av arkitekt Gustaf Pfeffer (1768–1844). Kring sekelskiftet 1900 låg här Wilhelm Carlson & Co:s hattfabrik och fru O. Stråles Parfymhandel. I hörnhuset Drottninggatan 19 / Karduansmakargatan 6 fanns vid samma tid Automaten, Stockholms första automatrestaurang. Från 1922 och fram till nedläggningen 1972 hade här Apoteket Morianen sina lokaler. I hörnhuset Klara södra kyrkogata 10 / Herkulesgatan 21 låg den kända restaurangen S:ta Clara som öppnade här 1953 och stängde 1970.
År 1977 revs allt utom Adelcrantzska palatset och på platsen uppfördes ett modernt kontorshus för Regeringskansliet som stod färdigt 1982. På ett fotografi från 1979 syns palatset ensamt i kvarteret medan grundläggningsarbetena för den nya bebyggelsen pågår runt omkring. AOS Arkitekter ansvarade för den arkitektoniska utformningen. Fasaderna blev ett kollage med puts, tegel och rostfri plåt som skulle reflektera himlen. Inga större ombyggnader hade gjorts sedan huset byggdes men i början av 2000-talet var det i stort behov av teknisk upprustning.
Åren 2013 till 2018 genomfördes en omfattande ombyggnad av kvarterets 1980-talsbebyggelse till en kostnad av två miljarder kronor. Delar av 1980-talsbyggnaden revs och påbyggdes sedan med sex nya våningar. En gårdsflygel har också rivits och gjort Adelcrantzska palatset mer synligt. Även palatset fick en välbehövlig uppfräschning. Längs med Drottninggatan skapades en större sammanhängande butikslokal som för närvarande (2020) hyrs av modekedjan MQ. Byggherre var Statens Fastighetsverk, arkitekter var White arkitekter och BAU Arkitekter.

### Bilder nutida bebyggelse

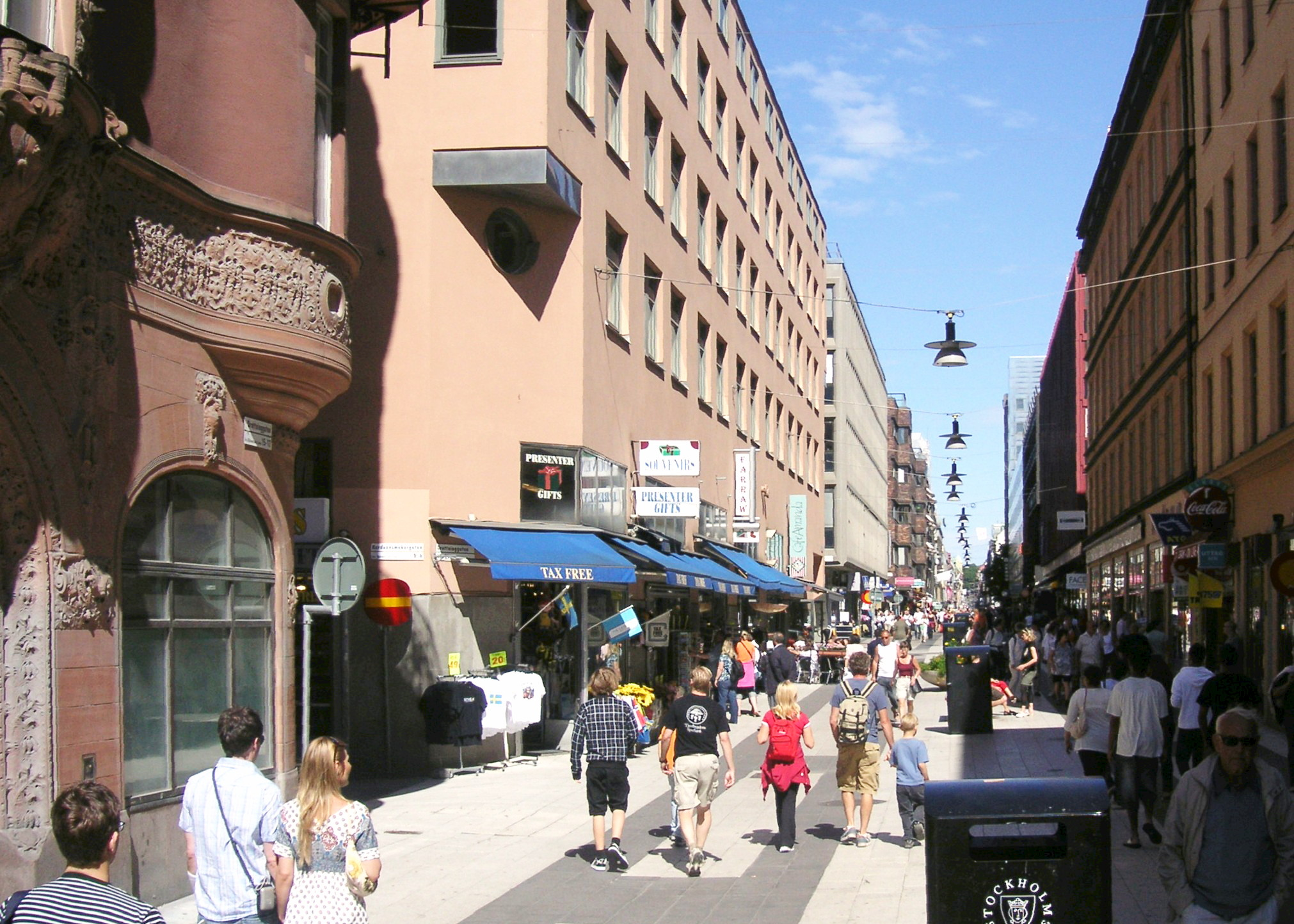
Drottninggatan 19–21, 2008.
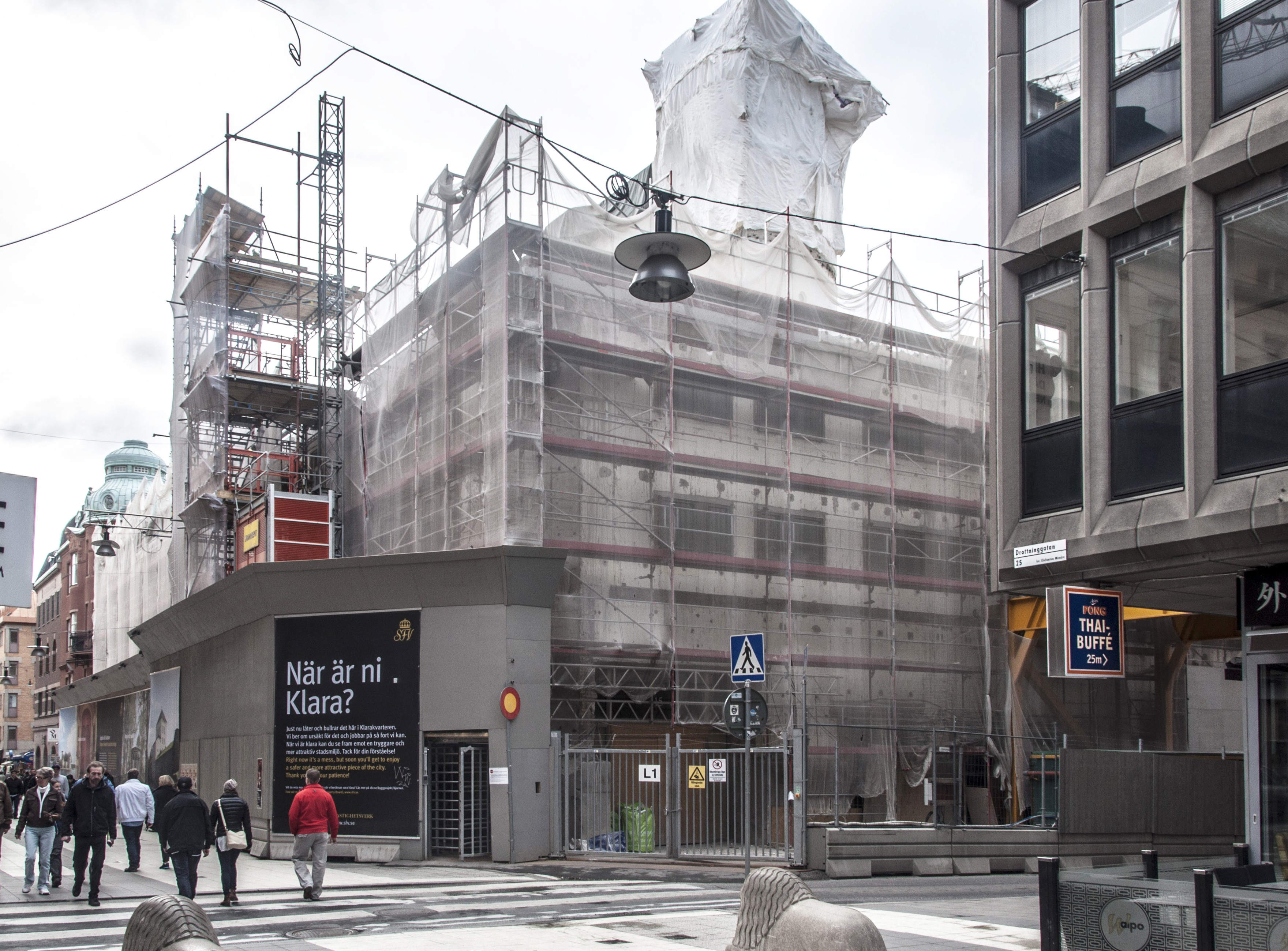
Rivningar av 1980-talsbyggnaden, 2015.
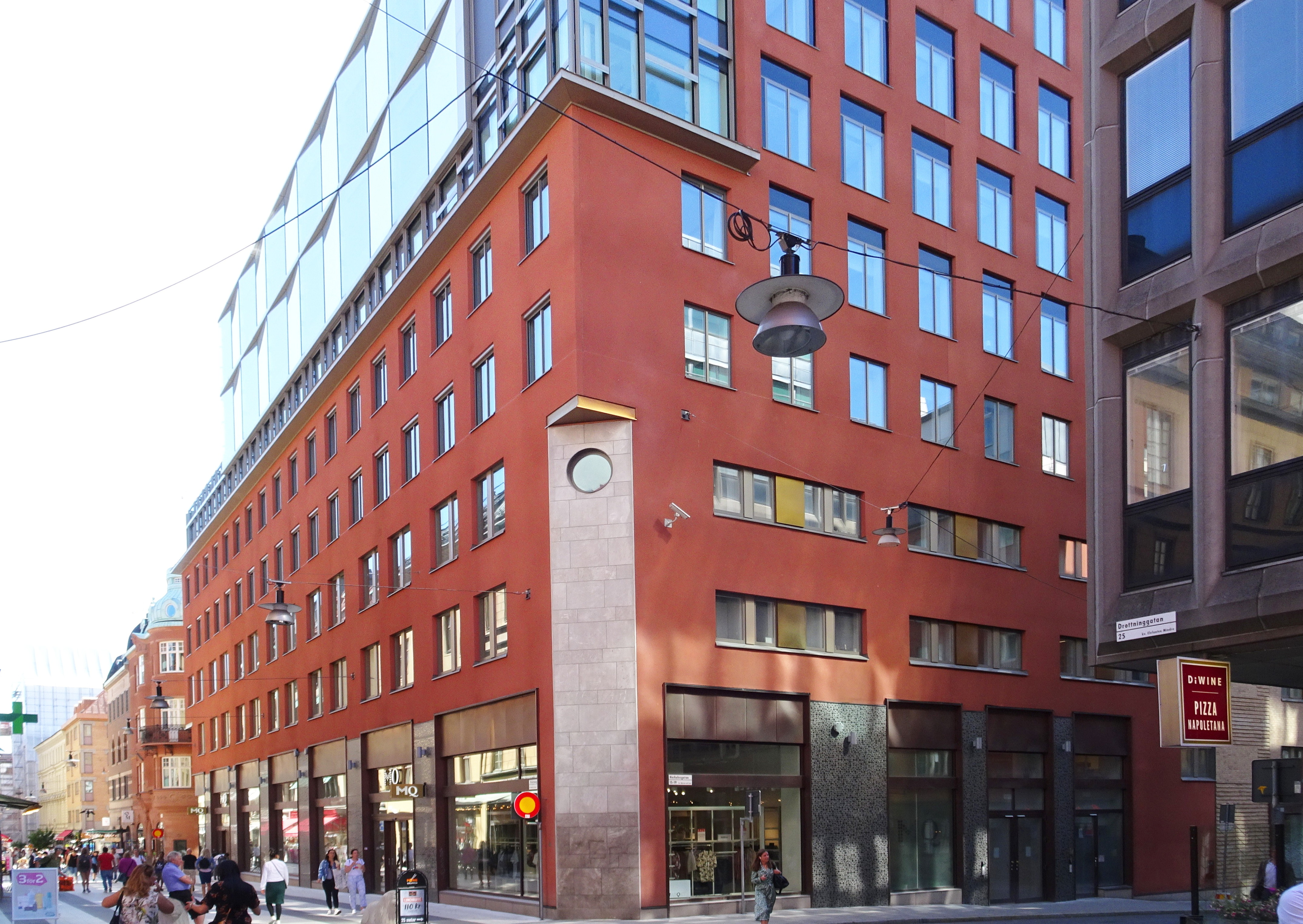
Drottninggatan 19–21, 2020.
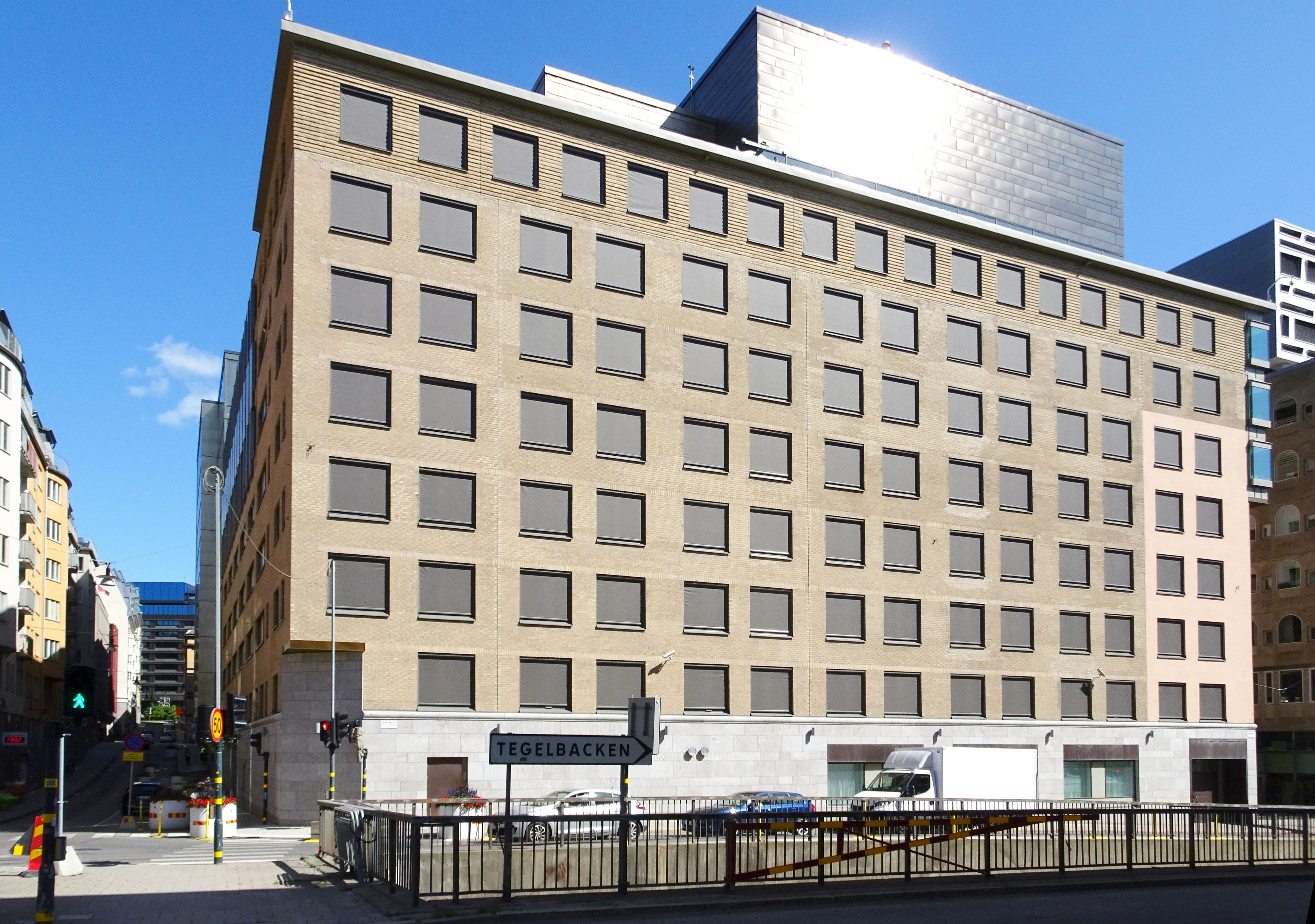
Fasad mot Rödbodgatan, 2020.

### Kvarteret Loens bebyggelse

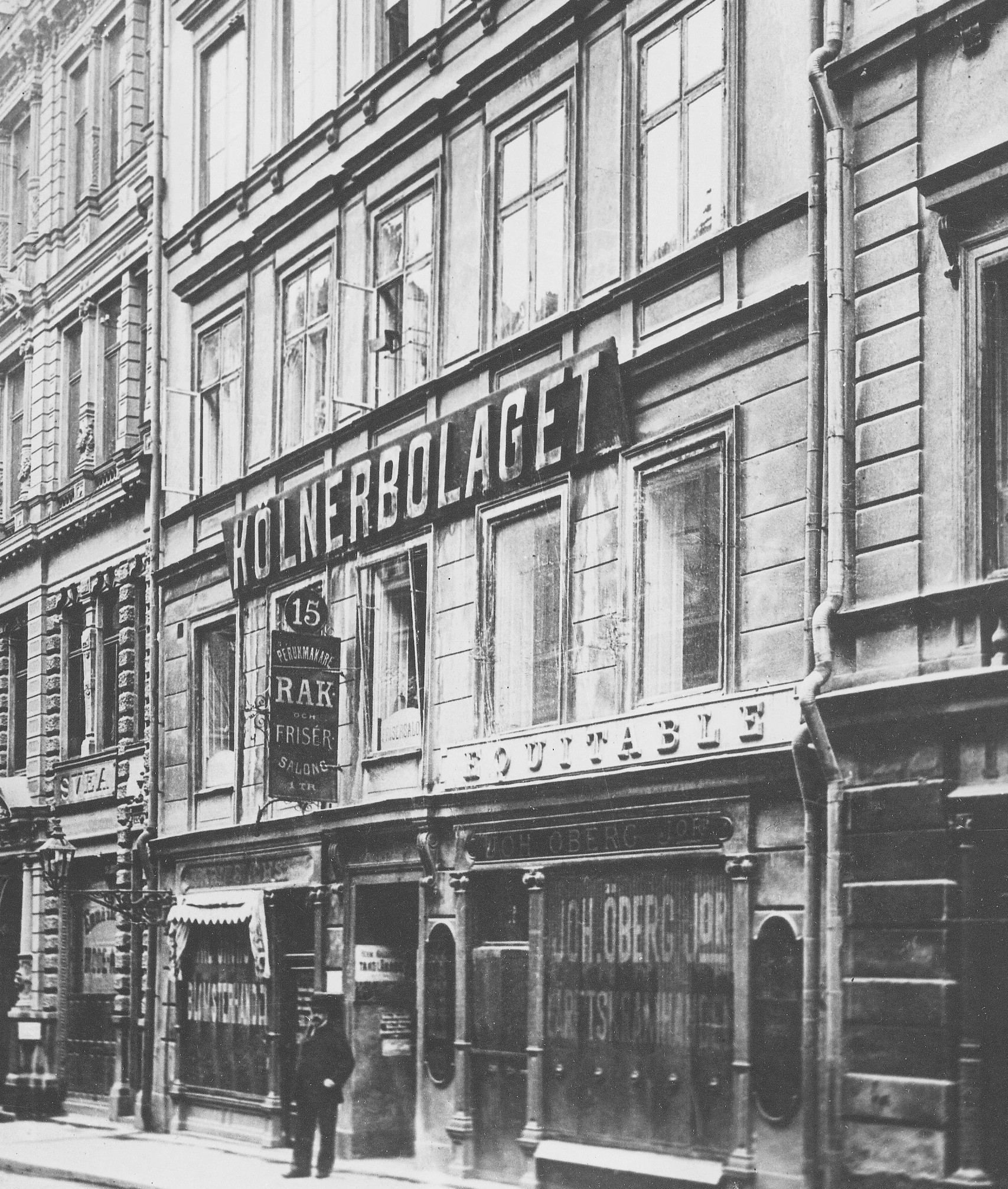
Drottninggatan 15 före 1905.

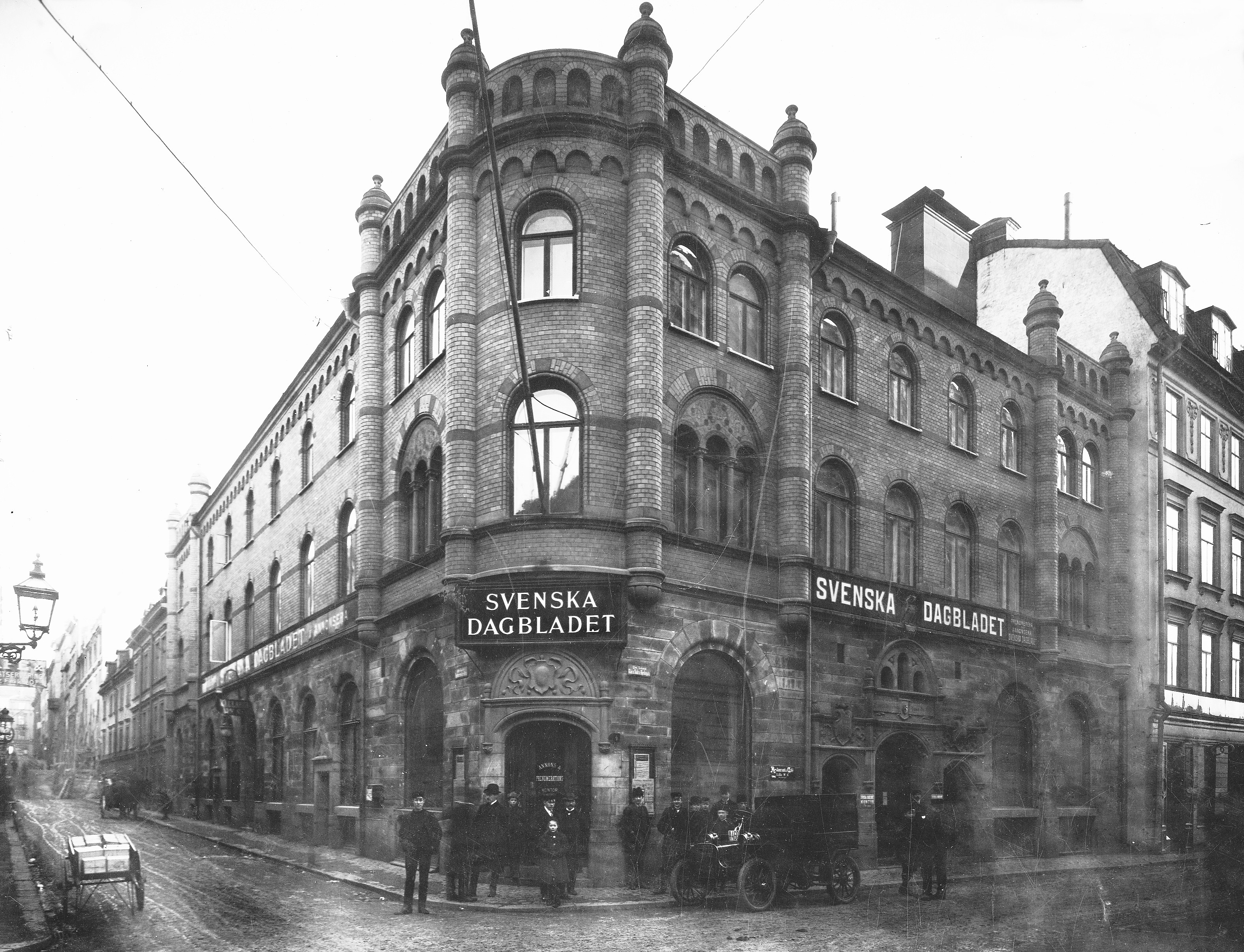
Karduansmakargatan / Klara Södra Kyrkogata, Svenska Dagbladet, 1905.

Delar av den äldre bebyggelsen mot Drottninggatan finns bevarade: före detta Tjenstemannabanken från 1906 (Drottninggatan 15) och före detta Sundsvalls Handelsbank från 1908 (Drottninggatan 17), ritade av Ernst Stenhammar respektive Thor Thorén. Innan Tjenstemannabanken byggdes vid Drottninggatan 15 hade Lars Magnus Ericsson sin första telefonfabrik på bakgården. I Drottninggatan 17 har Dansmuseet sina lokaler sedan 2013. Hörnhuset Drottninggatan 11 / Jakobsgatan 20 revs i mitten av 1960-talet för breddning av Jakobsgatan. I byggnaden låg den välkända Restaurant Löwenbräu.
I kvarterets nordvästra del (hörnet Karduansmakargatan med dåvarande Klara södra kyrkogata) hade Svenska Dagbladet sin redaktion och sitt tryckeri från slutet av 1800-talet och fram till 1962. Byggnaden sträckte sig längs Karduansmakargatan och var ett gott exempel på Stockholms industriarkitektur, ritat av arkitektkontoret Ullrich & Hallquisth och invigd 1897.
På 1960-talets slut revs hela kvarterets bebyggelse utom de båda bankhusen i kvarterets östra del. 1968 började man uppföra den monumentala departementsbyggnaden med fasader av betongelement och de karaktäristiska rundbågade fönster, allt formgiven av arkitekt Nils Tesch. Bygget stod färdigt 1973 och presenterades i facktidskriften Arkitektur 1973, nr 6.
Teschs byggnad blev omstridd, både utskälld och lovordad. Stadsmuseet i Stockholm blåklassade byggnaden år 2007, vilket innebär "att bebyggelsen bedöms ha synnerligen höga kulturhistoriska värden". Åren 2009 till 2012 renoverades kvarteret Loen genomgripande och Teschs hus byggdes på med några våningar med volymer av olika djup och höjd, samt i avvikande fasadmaterial. För gestaltningen stod BAU Arkitekter och Reflex Arkitekter. Utanför huvudentrén Jakobsgatan 24 märks Eva Hilds aluminiumskulptur "Binär" som placerades där 2012.

### Bilder nutida bebyggelse

Departementshuset
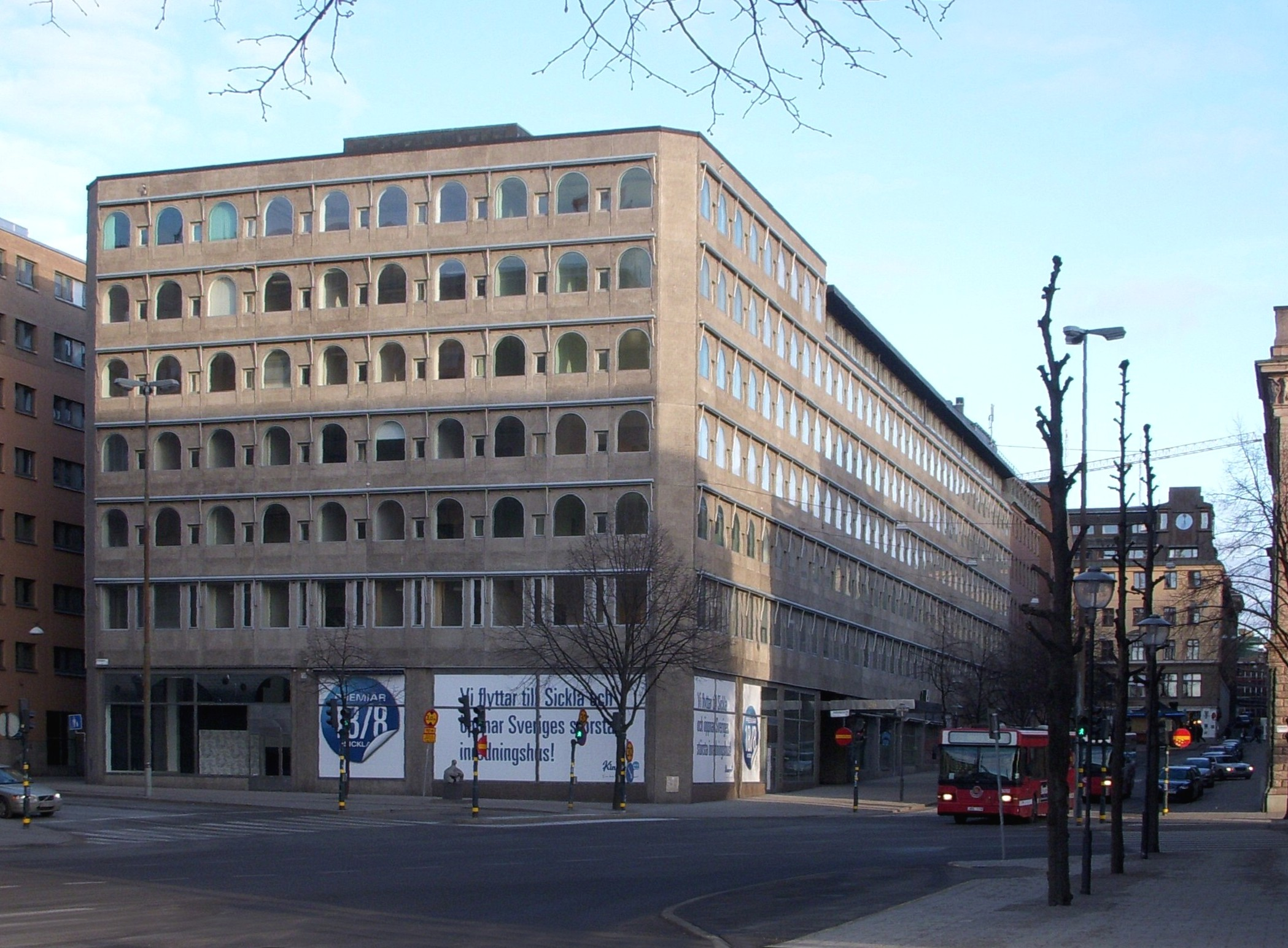
Departementshuset före ombyggnad, 2009.
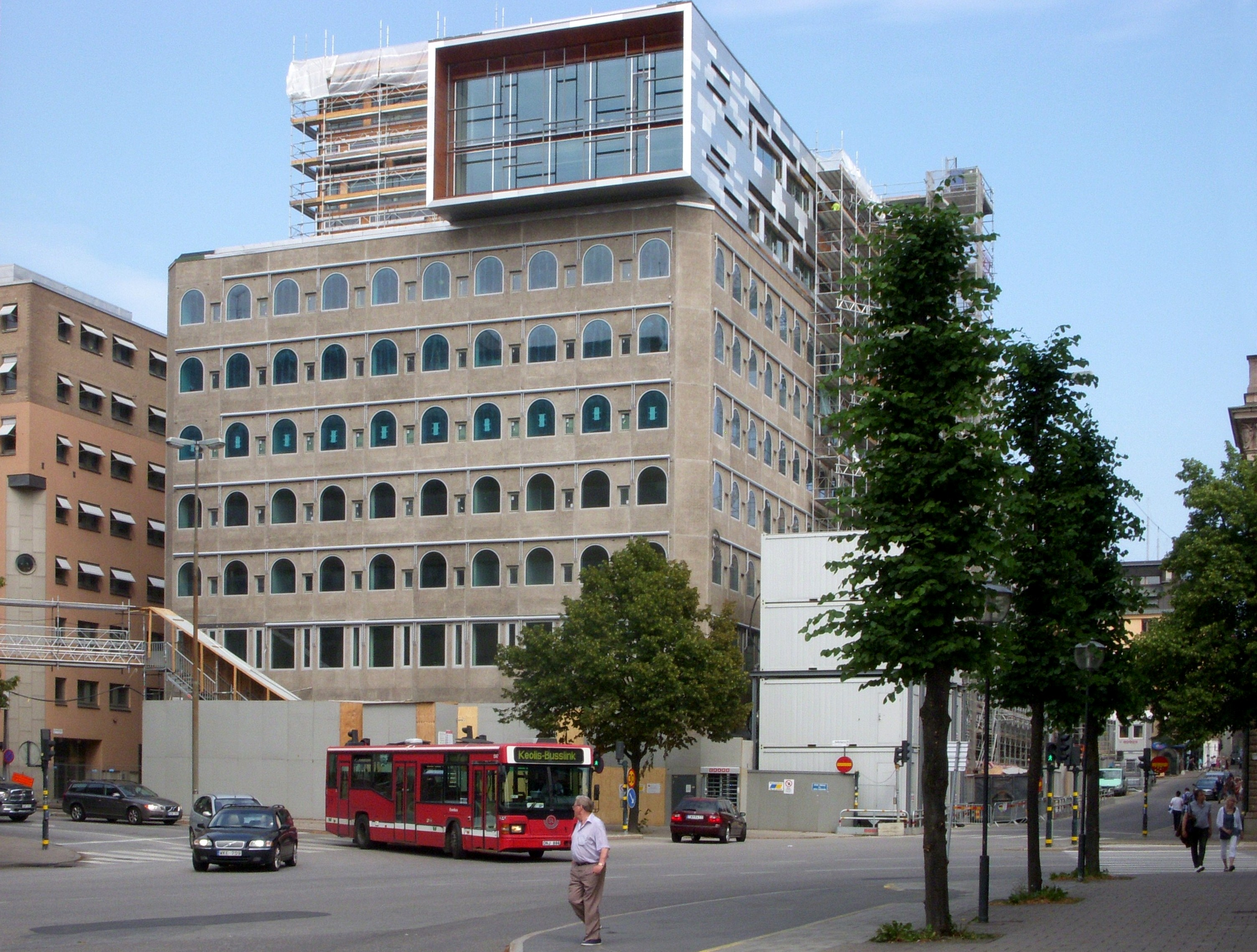
Departementshuset under ombyggnad, 2011.
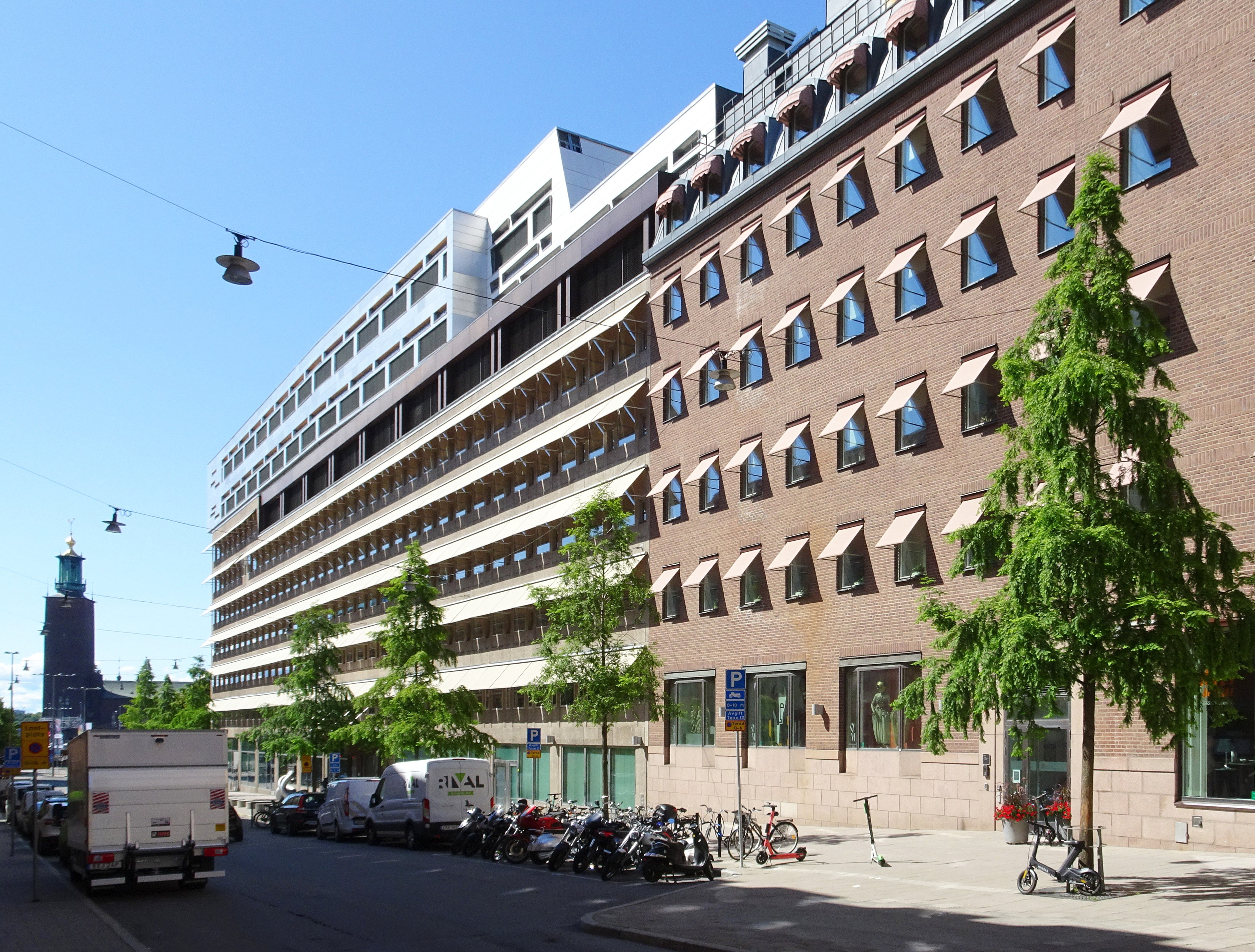
Fasad mot Jakobsgatan, 2020.
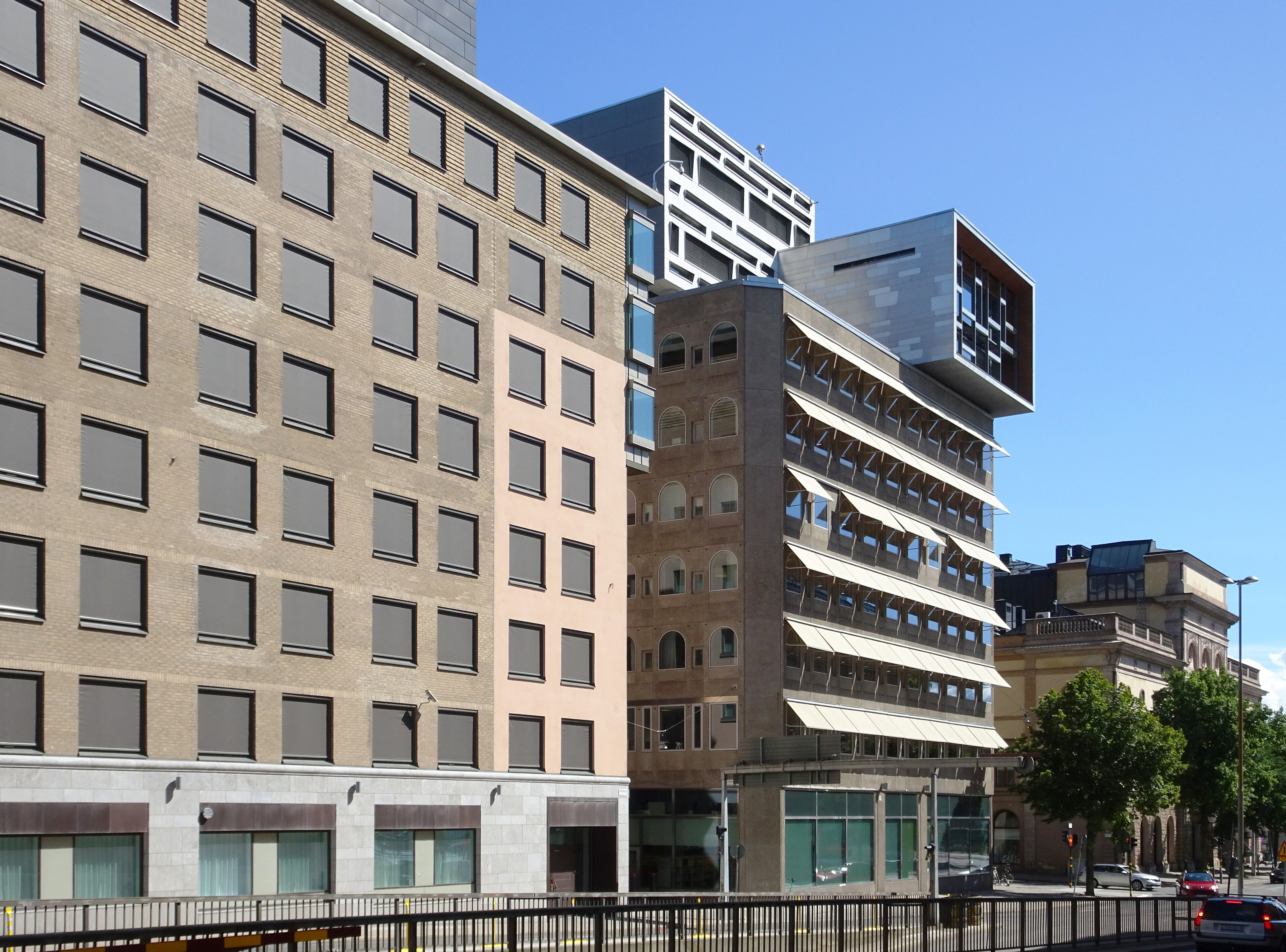
Fasad mot Rödbodgatan, 2020.

Drottninggatan 15 och 17
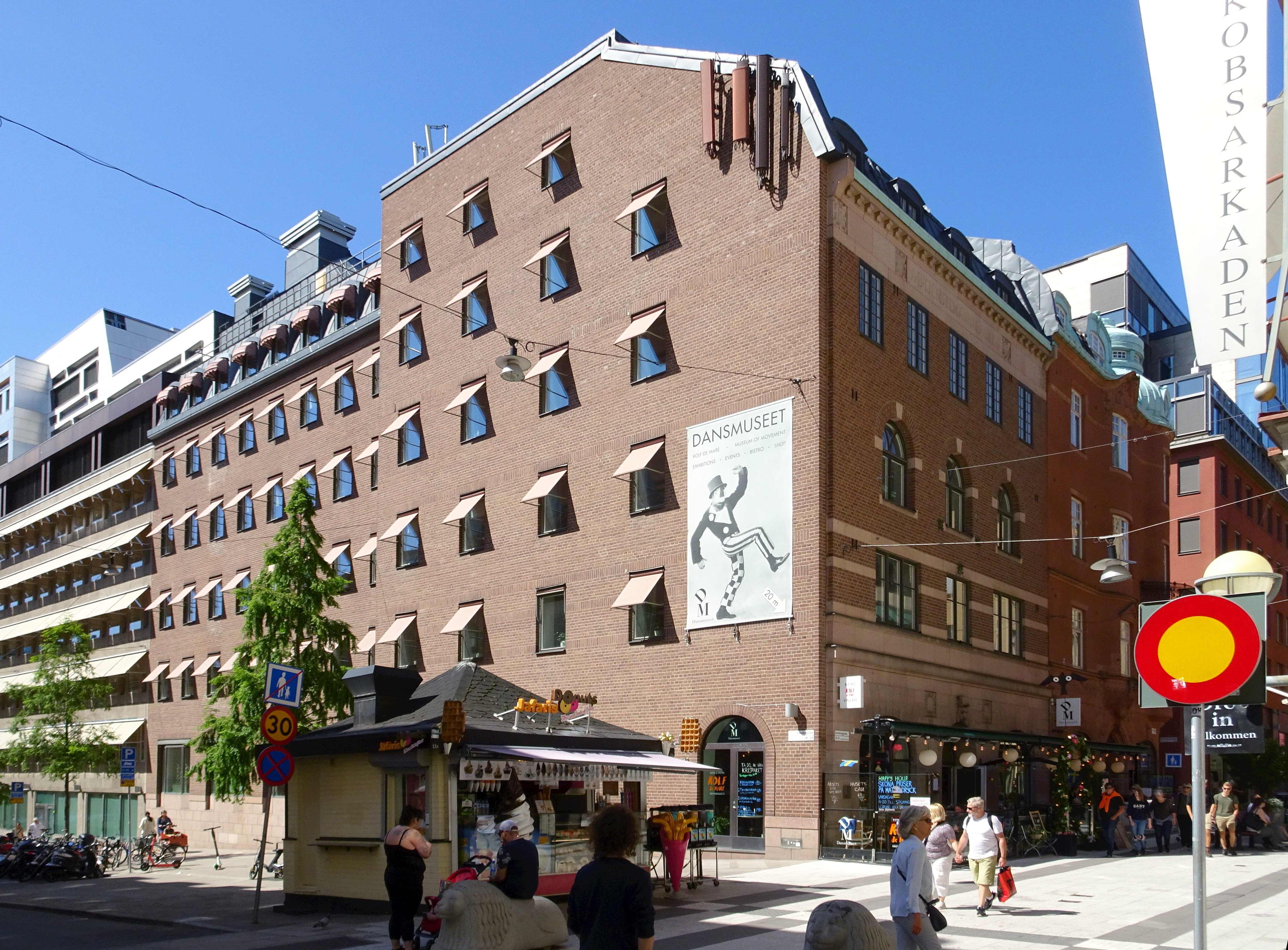
Före detta Tjenstemannabanken, Jakobsgatan 20 / Drottninggatan 15.
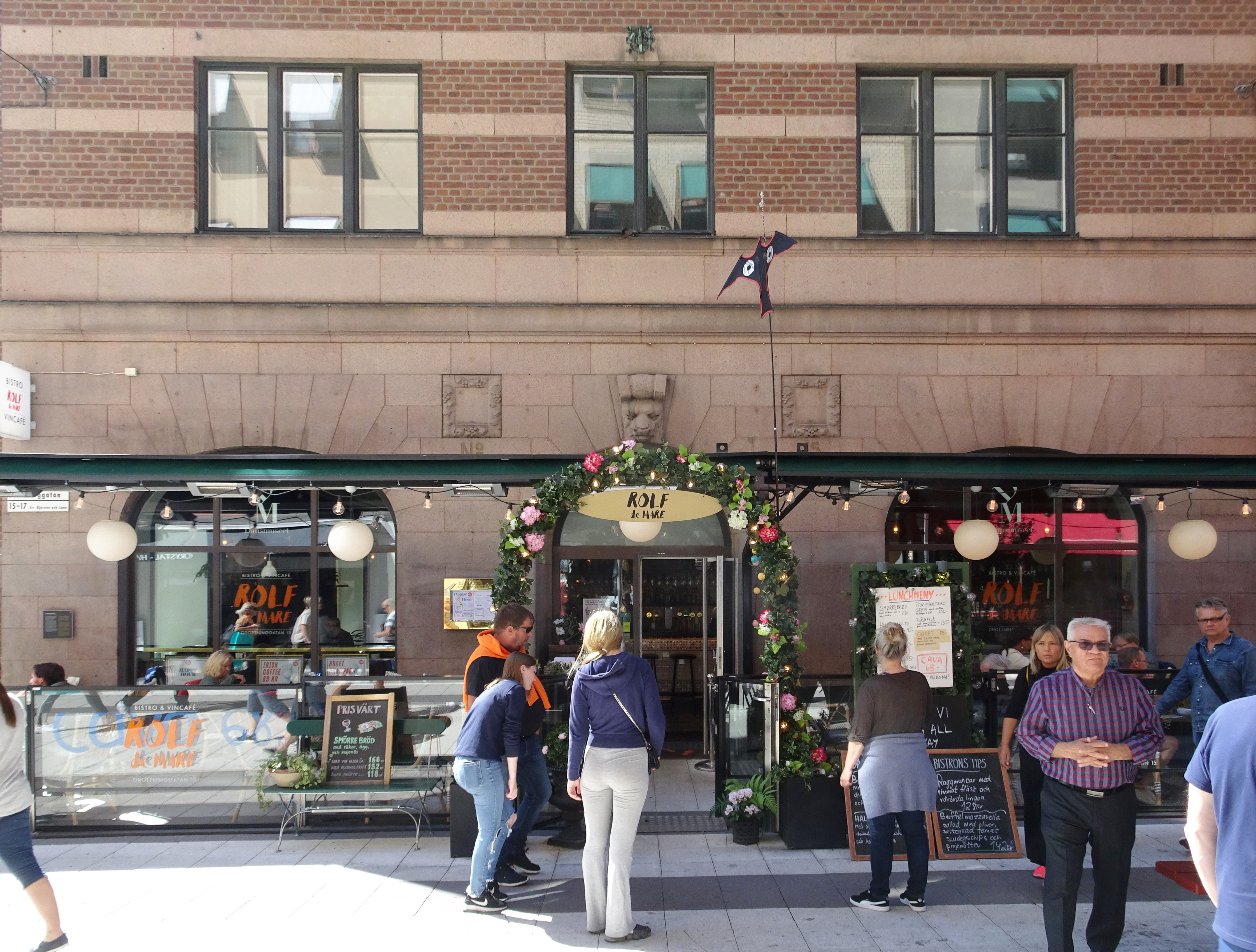
Bistro Rolf de Maré, Drottninggatan 15.
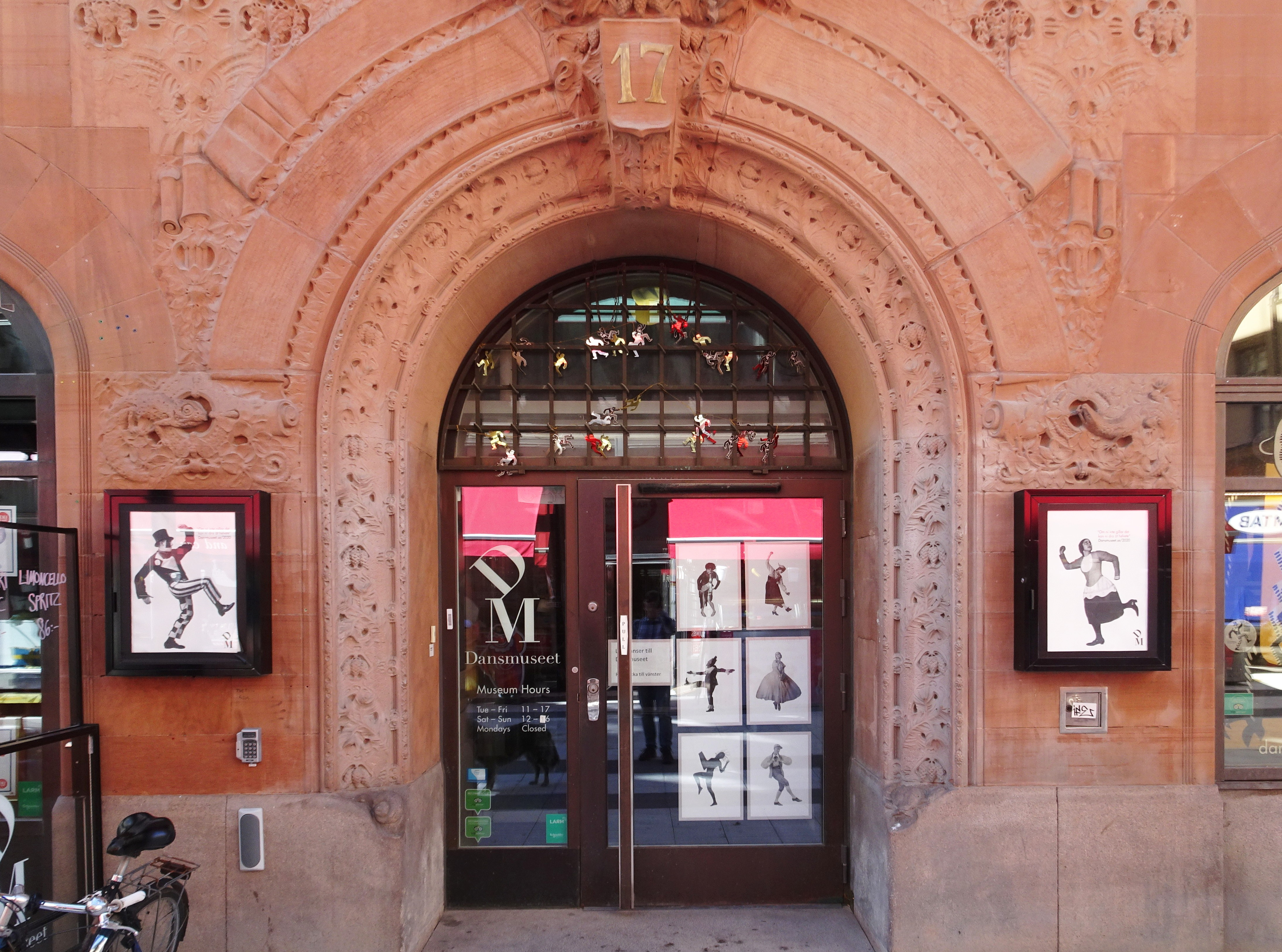
Entré till Dansmuseet, Drottninggatan 17.
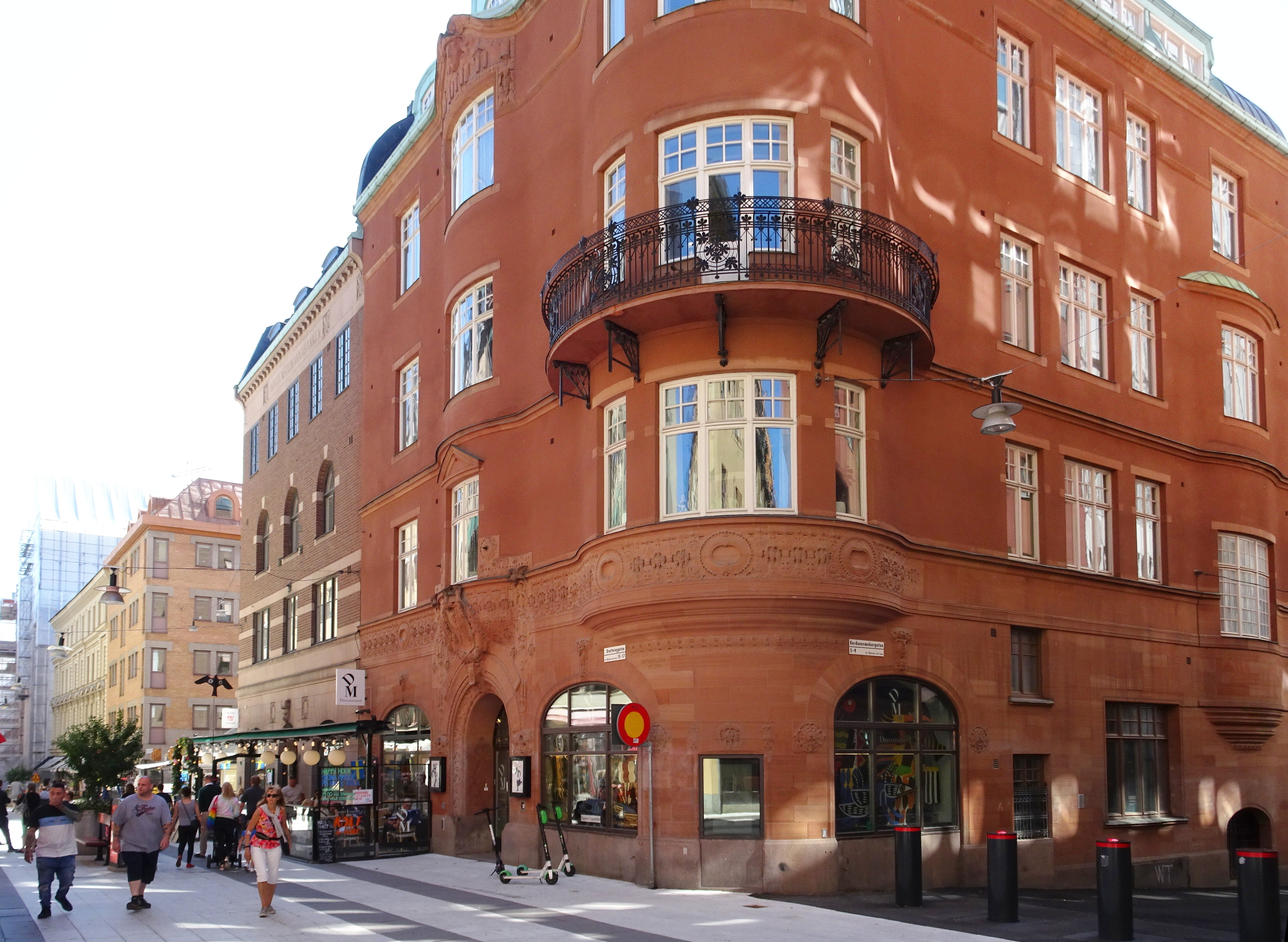
Före detta Sundsvalls Handelsbank, Drottninggatan 17.